# アナヒット・トチキアン
アナヒット・チチキアン（アルメニア語: Անահիտ Ցիցիկյան、1926年8月26日 - 1999年5月2日）は、アルメニアのヴァイオリニスト。女性。

## 略歴
ソ連時代のロシアのレニングラード（現サンクトペテルブルク）に生まれる。エンジニアと医者を両親とした家庭で育つ。6歳の時にバイオリンを習い始め、音楽家グリゴリー・ギンズブルクに師事する。
第二次世界大戦が始まり、15歳の時にレニングラードを離れるが、そんな状況にもかかわらず、彼女は音楽家として向上していった。1946年から1950年の間、彼女はエレバン音楽院のカルプ・ドンバエフ教授のもとで学ぶ。1954年、モスクワ音楽院を卒業する。
チチキアンはすでに小学生時代からプロとして演奏活動を始めている。1961年初めにはアルメニア・フィルハーモニー管弦楽団でメイン・ソリストを務めた。旧ソ連をはじめ、世界27か国で演奏を行い、ヴァイオリニストとして4枚のレコードをメロディアレーベルからリリースしている。チチキアンのレパートリーの中でも、現在アルメニアで活躍している作曲家たちの作品は特別な位置を占めており、しばしば彼らの作曲を共同制作者、編集者、初演者としての手助けした。
1950年にエレバン音楽院の教授に就任し、新しいカリキュラムである「弦楽器の歴史と理論」、「アルメニア演奏芸術史」、「音楽授業法」の3つのコースを設立した。彼女は科学的な音楽研究を手がけ、特に弦楽器、楽器学、古典音楽に焦点をあてた。
チチキアンは5つの言語を話し、英語、フランス語、ドイツ語で講義を行った。そして、数多くの国際科学会議に参加し、彼女の記事がアルメニア内外に広まった。音楽院で教えていた間に、彼女は1000回を越える公演、60の公文書の記録、300を超える記事の掲載、ラジオやテレビ番組などのシナリオを手がけた。多数の国際機関や地方機関への参加、協力を果たしており、彼女が参加した機関には、Composer'sUnion of Armenia or Union of Soviet Composers, Composers of USSR, Armenian Teater Union, Jornalist's Union, Women's Committee of the USSR, AOKSZ(The Cultural liaison committee of Armenia with foreign countries),
"History of World Culture" Committee in the Academy of Science, USSR; The World Scientific Association of Historical Archaeology などがある。
1967年には名誉アルメニア・アーティストを受賞している。1999年5月2日、エレバンで死去。

## 参照
1. ↑  http://www.armeniaonline.ru/product.php/988
2. ↑  Анаит Цицикян - 80 // «Мармара». – Стамбул, 2005. – № 8139. – С. 1 (на арм. яз.)
3. ↑  Ноев Ковчег. Информационно-аналитическая газета армянской диаспоры стран СНГ. № 10 (80) Октябрь 2004 года
4. ↑  Открыта мемориальная доска скрипачки Анаит Цицикян // «Айастани Анрапетутюн» (Республика Армения). – Ер. 2007. – № 183. – С. 7 (на арм. яз.)
5. ↑  Памяти Анаит Цицикян // «Гракан терт» (Литературная газета). – Ер. 2003. – № 15. – С. 4 (на арм. яз.)
6. ↑  Свет музыки [о встрече А. Цицикян и Б. Каначяна] // «Гракан терт» (Литературная газета). – Ер. 2003. – № 8. – С. 9 (на арм. яз.)
7. ↑  Установлена мемориальная доска скрипачки Анаит Цицикян // Panorama.am. – Ер. 2007. – № 22. – С. 3 (на арм. яз.)
8. ↑  http://www.anahittsitsikian.com Archived 2012年2月24日, at the Wayback Machine.
9. ↑  Golos Armenii — МУЗЫКАЛЬНАЯ АРХЕОЛОГИЯ
10. ↑  Е. Францева. Звенья «смычковой» таблицы // «Культура», № 23 (7482) 16 — 22 июня 2005.
11. ↑  Благотворительный фонд имени Анаит Цицикян
12. ↑  МУЗЫКАЛЬНАЯ ШКОЛА №21 ИМЕНИ АНАИТ ЦИЦИКЯН